# Явалапити
Явалапити (jaulapiti, yaulapiti, yawalapití) — язык этнической общности амазонских индейцев явалапити, один из языков аравакской семьи. Находится на грани вымирания, не более десятка оставшихся носителей расселены на территории национального парка Шингу в штате Мату-Гросу в Бразилии.
Число говорящих на явалапити в 1995 году составляло около 140 человек, позднее язык был объявлен мёртвым, но, согласно новейшим данным, на явалапити до сих пор говорит 8 человек из 220 представителей племени (2006).
Близкородственными для явалапити являются языки ваура и мехинаку. Также к явалапити близок неклассифицированный аравакский язык агавотагерра.